# Aquaumbra klapferi
Aquaumbra klapferi is een zachte koralensoort uit de familie van de Aquaumbridae. De wetenschappelijke naam van de soort is voor het eerst geldig gepubliceerd in 2012 door Breedy, van Ofwegen & Vargas.